# Бессарабські німці

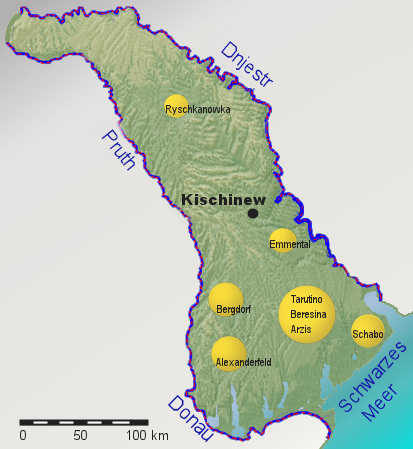
Карта Бессарабії із позначеними найважливішими німецькими колоніями

Бессарабські німці — етнічна група німців, що мешкали з 1814 по 1940 роки на теренах історичної області Бессарабії, переважно у південній частині (в межах Молдови і України). На сьогодні представлені лише поодинокими особами. Переселення німців до Бессарабії відбувалося з 1814 по 1842 з таких земель, як Баден, Вюртемберг, Ельзас, Баварія, а подеколи й з прусських територій (сучасна Польща). Загалом було переселено близько 9000 чоловік. На той час Бессарабія, як і все Північне Причорномор'я, знаходилася у межах Російської імперії. Протягом усієї історії існування (125 років) бессарабські німці являли собою переважно сільське населення, задіяне у сільському господарстві. Після пакту Молотова — Ріббентропа (1939 рік), влітку 1940 року Бессарабія була окупована Радянськими військами. Під гаслом повернення на батьківщину було переселено до Німеччини близько 93 000 бессарабських німців. Найвідомішим представником цієї етнічної групи є колишній президент Німеччини Горст Келер. Його батьки жили до переселення в 1940 році в німецькій колонії Ришкани в північній Бессарабії (сучасна Молдова).

## Походження
Під час російсько-турецької війни 1806—1812 років російські війська захопили Бессарабію. Ставкою російського царя, Олександра I, став Кишинів. Кочові племена Буджацьких татар були витіснені із південної Бессарабії, область залишилася малозаселеною і значною мірою невикористаною. Оскільки у Російській Імперії селяни знаходилися до 1861 у кріпацтві, то для колонізації анексованих земель у 1813 році було вирішено запросити колоністів із закордону. 29 листопада 1813 Цар Олександр I видав Маніфесту, згідно з яким німецьким колоністам назавжди надавалися наступні привілеї:
- Володіння землею
- Безвідсотковий кредит
- Звільнення від податків на 10 років
- Самоврядування
- Релігійна свобода
- Звільнення від військової служби

Основна маса переселенців приїжджала із таких земель, як Баден, Вюртемберг і теренів тодішньої Пруссії (сучасна північна Польща). Також пропозицією зацікавилися німці із району Лодзі (Герцогство Варшавське) в Польщі.
Друга хвиля еміграції до Бессарабії відбулася у 1817—1818 роках з із південно-західної Німеччини: Баден, Ельзас, Баварія, але переважно із Вюртемберга.

### Причини переселення
Переселення німців із Варшавського Герцогства були:
- Життя під польським пануванням
- Погіршення економічної ситуації

Переселення німці з Польщі та Пруссії відбулося після першого поділу Польщі.
Причини еміграції з Західної Німеччині були:
- Військова навала наполеонівської армії
- Придушення владою
- Неврожаї, голод
- Високе податкове навантаження задля блага королівської сім'ї
- Відсутність спадщини на землю
- Релігійні утиски (розквіт Реформаторського руху)

### Шляхи міграції

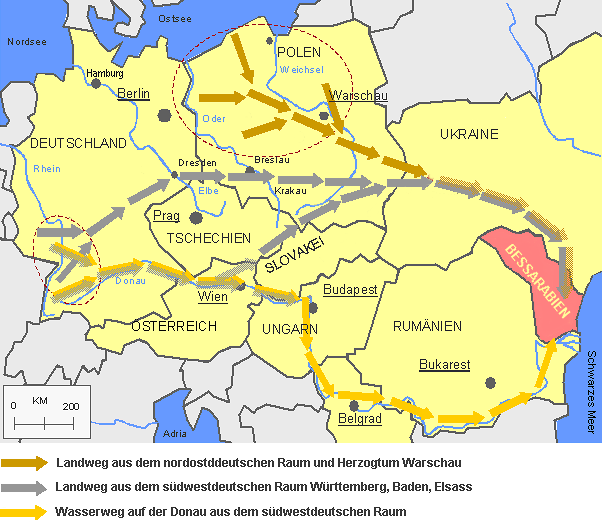
Міграційні шляхи німців до Бессарабії у 1814—1842 рр.

З південно-західних німецьких земель (Вюртемберг, Баден, Ельзас, Пфальц, Баварія, частково Швабія) за період з 1814 по 1842 до Бессарабії емігрувало близько 2000 сімей, в цілому близько 9000 чоловік. Переселенці діставали штамп до паспорту від німецької влади, після чого розпочинали свою подорож довжиною до 2000 км, яка тривала до шести місяців. Подорож зазвичай розпочиналася на Дунаї, біля Ульма, де вони сідали до кораблів, які пливли до Дунайської дельти і Чорноморських портів. Багато хто з мігрантів гинув дорогою від хвороб. Переселенців розміщували на карантин на острові поблизу Ізмаїла.
Кількість німецьких емігрантів зі Східної Німеччини і від німецьких областях Польщі оцінюється приблизно в 1500 сімей. Вони долали шлях на конях та бричках і під час подорожі страждали від захворювань не менше від західних мігрантів.
В межах 10-50 % переселенців не досягли свого кінцевого пункту подорожі.

## Колонізація Бессарабії
Російською владою було виділено ділянки для 150 німецьких поселень Бессарабії. Вони отримували землі переважно на безлісих степових районах Буджаку, загальною площею 1 500 м². По приході на нові землі колоністи відчували розчарування, оскільки зустрічали малонаселені райони із заростями степових трав. Одразу після заселення земель німцями почали з'являтися молдовські орендарі, які руйнували поля поселенців. В ці перші роки освоєння, колоністам доводилось підтримувати себе заробітками в найближчих до них заможних землевласників(бояр, мазилів тощо).
Не справдилися обіцянки про самоврядування німецьких поселенців — вони потрапляли під особливе управління із доглядом комітету колоністів півдня Росії (раніше — контора опіки для іноземних поселенців у Новоросійському краї). Штаб-квартира спочатку знаходилася в Кишиневі, а з 1833 року — в Одесі. Серед її членів були крім голови також 20 співробітників: офіцери, перекладачі, лікарі та ветеринари. Однак офіційною мовою влади була німецька.

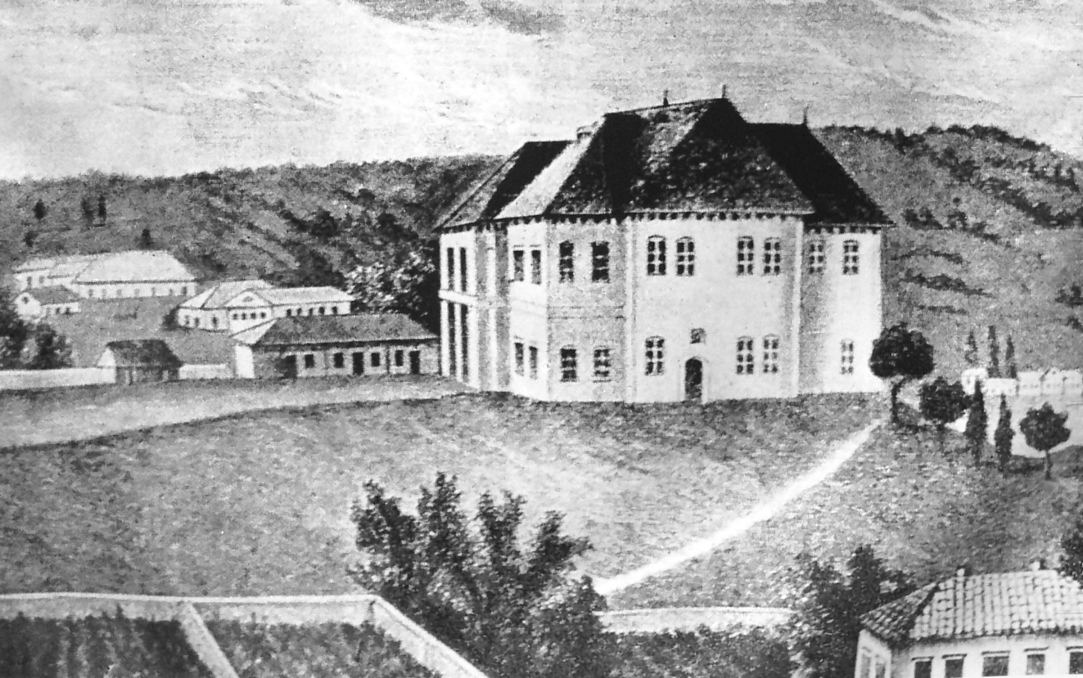
Будинок комітету в Кишиневі, 1820 рік

Головами Комітету в різні часи були:
| Ім'я                   | Період головування |
| ---------------------- | ------------------ |
| Іван Інзов             | 1818-1845          |
| Євген фон Ган          | 1845-1849          |
| барон фон Розен        | 1849-1853          |
| барон фон Местмахер    | 1853-1856          |
| Іславін                | 1856-1858          |
| Олександр фон Гамм     | 1858-1866          |
| Т. Лізандер            | 1866-1867          |
| Володимир фон Оттінгер | 1867-1871          |

Комітет мав метою зберігати права поселенців, що допомагало протистояти свавіллю корумпованою російської адміністрації. Однак на практиці кошти російською владою все ж таки розкрадалися. У 1764 році Катерина II вела закон про колонізацію, яких переводив комітет під державну юрисдикцію, а в 1871 комітет був розформований. Комітет мав близько 150 німецьких муніципалітетів 17 волосних відділень, з виборними головами, двома засідателями і писарчуками. Їх завданням було управління пожежною безпекою та доглядом за сиротами. Суд складався з одного судді і трьох асоційованих членів.
Серед німців-колоністів були представники різних конфесій. Німці-лютерани 1825 року заснували в Кишиневі власну громаду і збудували свою церкву, яка до наших днів не збереглася.

## Розвиток колоній в складі Російської Імперії
Німецькі колонії на початку діставали назви за номером у відповідності до кількості земельних ділянок. Пізніше новостворених громадам почали давати імена у відповідності до географічних об'єктів: річки, долини, пагорби, тощо. З 1817 року Комітет почав надавати назви поселенням у відповідності до певних меморіальних місць, зазвичай в честь з місць переможних битв над Наполеоном: Тарутине, Бородіно, Березине, Арциз, Брієнн (тепер частина Арциза), Париж, Лейпциг, Теплиця, Кацбахе, Красне, Віттенберг. Певний час існувало кілька назв для одних об'єктів.
На більш пізньому етапі, приблизно з 1850, поселенці називали свої села відповідно до власних сподівань (Гаффнунгсталь, Фріденсталь) або релігійних мотивів (Гнаденталь, Ліхтенталь). Окремі німецькі села зберігали назви тюркського походження, такі як Альбота (Біла Кобила), Базар'янка (сховища солі), Кируджика (сухий).

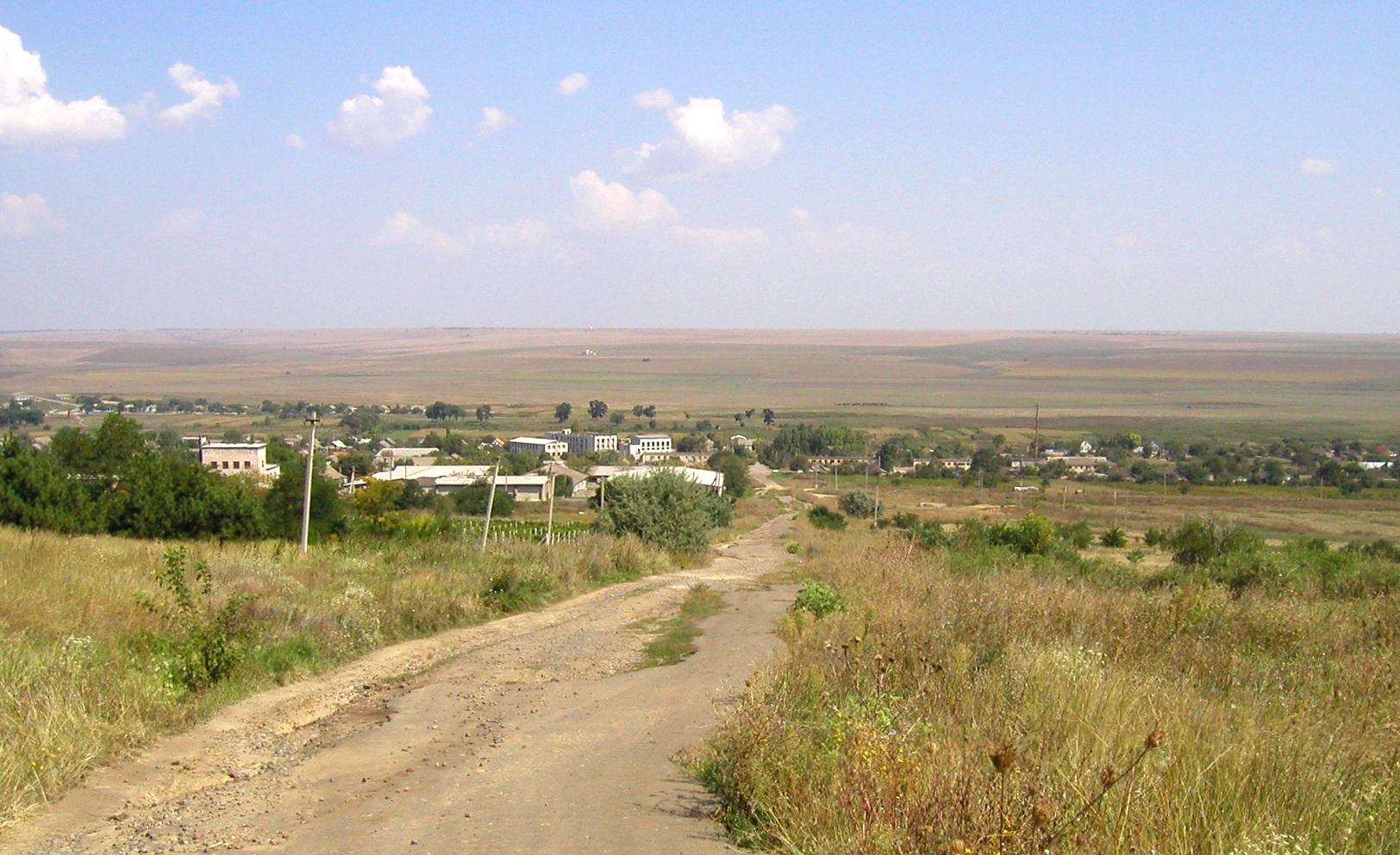
Вигляд на Веселу Долину, колишній Клястіц

Незважаючи на привілеї, наданими на початку, умови життя колоністів були важкими. Першими житлами слугували примітивні землянки або навіть ями в землі із солом'яною стріхою. Незвичний клімат і захворювання знищували цілі родини. Серед найпоширеніших проблем колоністів були: хвороби тварин (мори 1828, 1829, 1834, 1847, 1859-60), повені, епідемії чуми (1829) та холери (1831, 1853, 1855), неврожаї (1822-24, 1830, 1832-34), сильні морози (1828), навали сарани (1840-47) і гризунів. Серед колоністів виникло прислів'я: «Перше покоління має смерть, друге — нужденність, третє — хліб». Суттєвий внесок у розвиток колоній вніс працьовитий характер німецького етносу, також їх релігійність, висока народжуваність, ощадливість.
24 перших сіл німецькі емігранти називали материнськими колоніями:
| Номерна назва | Початкова німецька назва | Початкова російська назва | Сучасна назва                        | Рік заснування |
| ------------- | ------------------------ | ------------------------- | ------------------------------------ | -------------- |
| Село № 1      | —                        | Бородіно                  | Буджак                               | 1814           |
| Село № 2      | —                        | Красне                    | Красне                               | 1814           |
| Село № 3      | —                        | Тарутине                  | Тарутине                             | 1814           |
| Село № 4      | Кльостіц                 | Клястиця                  | Весела Долина                        | 1815           |
| Село № 5      | Кульм                    | —                         | Підгірне                             | 1815           |
| Село № 6      | Віттенберґ               | —                         | Малоярославець Перший                | 1815           |
| Село № 7      | —                        | Березине                  | Соборне                              | 1815           |
| Село № 8      | Ляйпціґ                  | —                         | Серпневе                             | 1815           |
| Село № 9      | Альт-Ельфт               | Шампанауз                 | Садове                               | 1816           |
| Село № 10     | Алекзюсверт              | Париж                     | Веселий Кут                          | 1816           |
| Село № 11     | —                        | Арциз                     | Арциз                                | 1816           |
| Село № 12     | Петервунш                | Брієнне                   | арцизький аеропорт «Червоноглинське» | 1816           |
| Село № 13     | Тепліц                   | Теплиця                   | Теплиця                              | 1817           |
| Село № 14     | Кацбах                   | —                         | Лужанка                              | 1821           |
| Село № 15     | Сарата                   | Сарата                    | Сарата                               | 1822           |
| Село № 16     | Альт-Постталь            | —                         | Малоярославець Другий                | 1823           |
| Село № 17     | Ной-Арциз                | Новий Арциз               | Вишняки                              | 1824           |
| Село № 18     | Ной-Ельфт                | —                         | Новоселівка                          | 1825           |
| Село № 19     | Ґнаденталь               | —                         | Долинівка                            | 1830           |
| Село № 20     | Ліхтенталь               | —                         | Світлодолинське                      | 1834           |
| Село № 21     | Денневіц                 | —                         | Прямобалка                           | 1834           |
| Село № 22     | Фріденсталь              | —                         | Мирнопілля                           | 1834           |
| Село № 23     | Плоцьк                   | —                         | Плоцьк                               | 1839           |
| Село № 24     | Гоффнунґсталь            | —                         | Надія                                | 1842           |

Приблизно 125 населених пунктів, створених після 1842, були названі дочірніми колоніями.

## У складіРумунського королівства
Протягом 100 років бессарабські німці були підданими Росії. В результаті Жовтневого перевороту 1917 року на теренах Бессарабії виникла нова держава — Молдовська Демократична Республіка, яка у 1918 році увійшла до складу Румунії. Протягом подальших 22 років, період між 1918 і 1940 роками вони були громадяни Румунії. Розпочалися утиски німецької культури (як і інших культур), було дозволено розмовляти лише румунською мовою.
Однак із приходом до влади у 1933 році Гітлера розпочався національний рух бессарабських німців. Разом із німцями Трансільванії, бессарабські німці вступали до націонал-соціалістичного руху самодопомоги німців в Румунії (NSDR), а пізніш, з 1933 року, до його наступника — організації Національного руху оновлення німців в Румунії.
За ініціативою Артура Фінка з Тарутиного в Бессарабії утворюються загони Гітлер'югенд. Він організував більше спортивно-орієнтованих молодіжну роботу зі скаутських ігор і воєнізованих маршів. У 1933 в Тарутине формується Бессарабський рух Німецького народного відродження. Він включала переважно представників інтелігенції (вчителі, церковні лідери). Вони прагнули національного відродження ідеалізованої Німеччині і відповідно були антикомуністами.

## Переселення доНімеччини

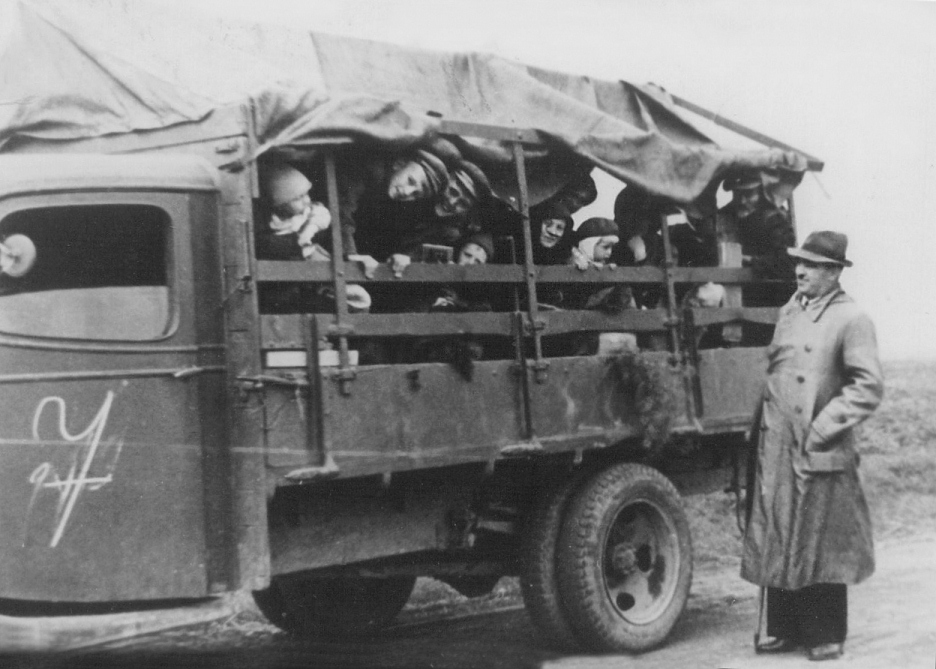
Вивезення вантажівкою бессарабських німців з Клястіця

Див. також: Бессарабсько-буковинський похід 1940
Кінець існування німців у Бессарабії можна датувати 1939 роком, коли між нацистською Німеччиною і Радянським Союзом був підписаний пакт Пакт Молотова — Ріббентропа. Після закінчення німецької кампанії на заході, із підписанням Комп'єнського перемир'я 22 червня 1940, Радянський Союз почав вимагати повернення колишніх російських територій Бессарабії, які на той час були у складі Румунії.
28 червня 1940, Червона Армія увійшла до Бессарабії. Німеччина була зацікавлена у вирішенні бессарабського питання, але не переймалася про долю 94000 етнічних німців, які там проживали. 5 вересня 1940 року Радянський Союз і Німецька імперія підписали в Москві угоду про виселення німців з Бессарабії до Німеччини. Згідно із протоколом кожен житель старший за 14 років міг самостійно примати рішення про переселення. Однак населення погодилося на виселення, із страху перед колективізацією, репресіями та депортаціями.

## Відомі постаті

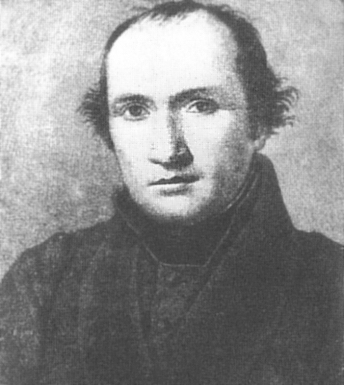
Пастор Іґнац Ліндль

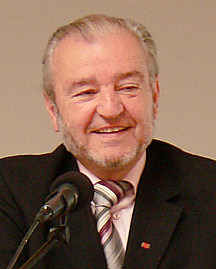
Пастор Арнульф Бауманн

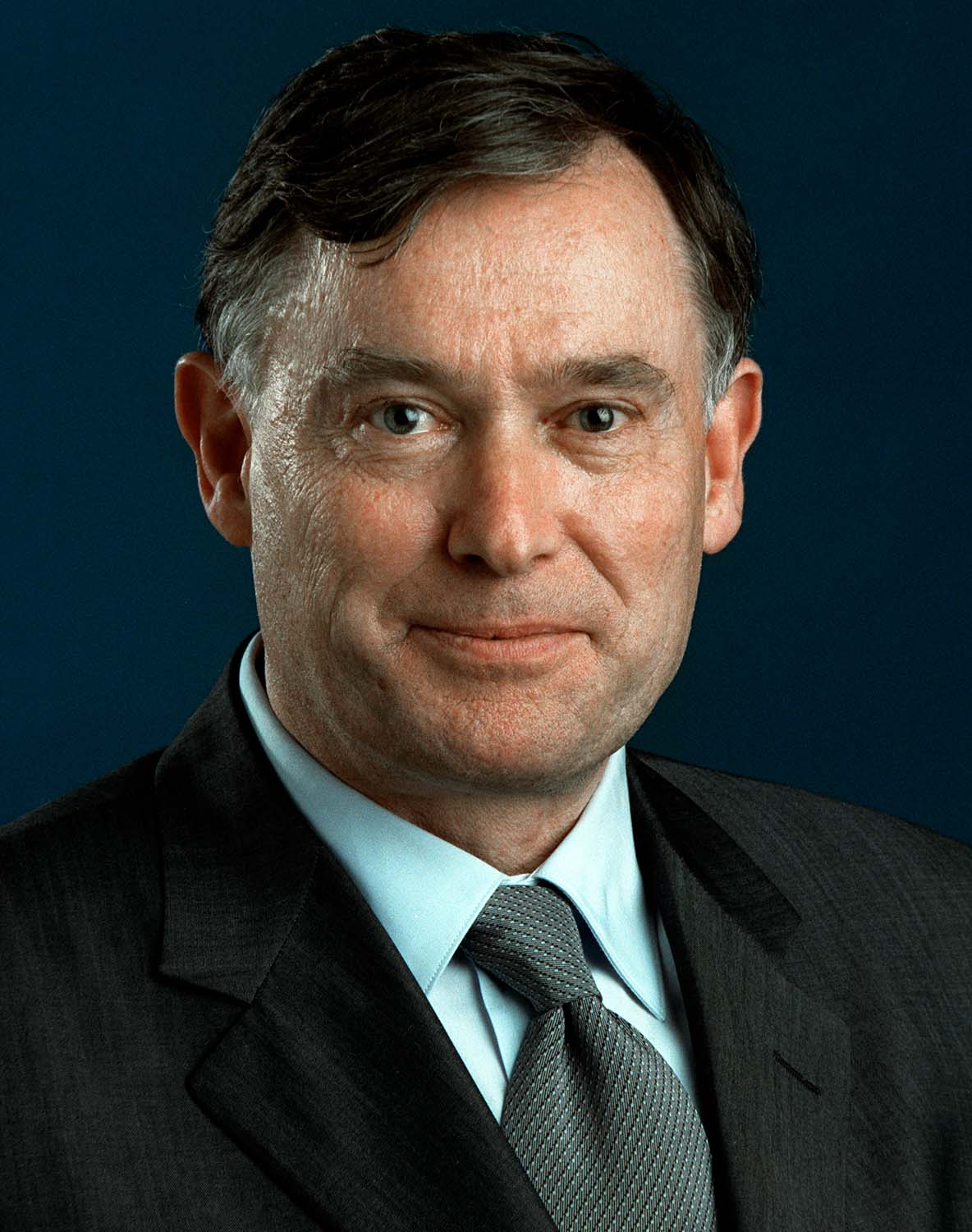
Горст Келер

- Крістіан Фрідріх Вернер (1759—1823) — Засновник німецького Євангельського педагогічного коледжу Вернера  в Сараті
- Іґнац Ліндль (1774—1845) — священик, засновник міста Сарата
- Алоіс Шерцингер (1787—1864) — співзасновник міста Сарата
- Йоганнес Герстенбергер (1862—1930) — поміщик, член Другої державної Думи (лютий-червень 1907)
- Рудольф Фальтін (1830—1918) — пастор, голова протестантської громади Кишинева
- Готтфрід Шульц (1846—1925) — землевласник, сприяв колонізації земель Бессарабії німцями
- Готтліб Шульц (1853—1916) — землевласник, сприяв колонізації земель Бессарабії німцями
- Андреас Відмер (1856—1931) — депутат Першої державної Думи (квітень-червень 1906)
- Даніель Ердманн (1866—1942) — член румунського парламенту
- Іммануель Ваднег (1870—1946) — міський голова Сарати, засновник культурно-історичного музею національної історії німецьких колоністів в Бессарабії
- Даніель Гаазе (1877—1939) — протестантський пастор, член румунського парламенту
- Шайбле Олександр Якович — (1878—1919) — український військовий діяч, генерал-хорунжий.
- Іммануель Вінклер (1886—1932) — пастор
- Карл Шмідт (* 1900) — мер Кишинева
- Карл Рюб (1896—1970) — засновник фонду Бессарабських і Добруджанських німців у ФРН
- Карл Штумпп (1896—1982) — провідник переселенців з Росії та Бессарабії
- Отто Бронеске (1899—1989) — Голова Бессарабської Німецької Народної Ради (Deutschen Volksrats für Bessarabien), пізніше — гауляйтер Бессарабії та голова земляцтва бессарабських німців
- Іммануель Бауманн (1900—1974) — оберпастор євангельської церкви
- Крістіан Фісс (1910—2001) — засновник Музею Національної Історії бессарабських німців в Штутгарті
- Гуго Шрайбер (1919—2007) — адвокат, редактор бюлетеня бессарабських німців
- Едвін Кельм (* 1929) — голова земляцтва бессарабських німців
- Арнульф Бауманн (* 1932) — пастор, голова Національного комітету з надання допомоги в Лютеранській церкві Бессарабії
- Гайнріх Фінк (* 1935) — богослов
- Горст Келер (* 1943) — колишній президент Німеччини
- Уте Шмідт (*1943) — історик